# Maria Rolf
Carin Maria Rolf, tidigare Forsell, född 5 maj 1970 i Österhaninge församling, Stockholms län, är en svensk sångerska som sjunger i svenska dansbandet Titanix.
I februari 2010 medverkade hon i Sveriges dansband för Haiti, efter en jordbävning som drabbat Haiti.
Den 18 juli 2010 tilldelades hon Guldklaven i kategorin "Årets sångerska" under Svenska dansbandsveckan i Malung. Hon är sedan 2025 även medlem i bandet Schlagerz.